# Simonas Daukantas

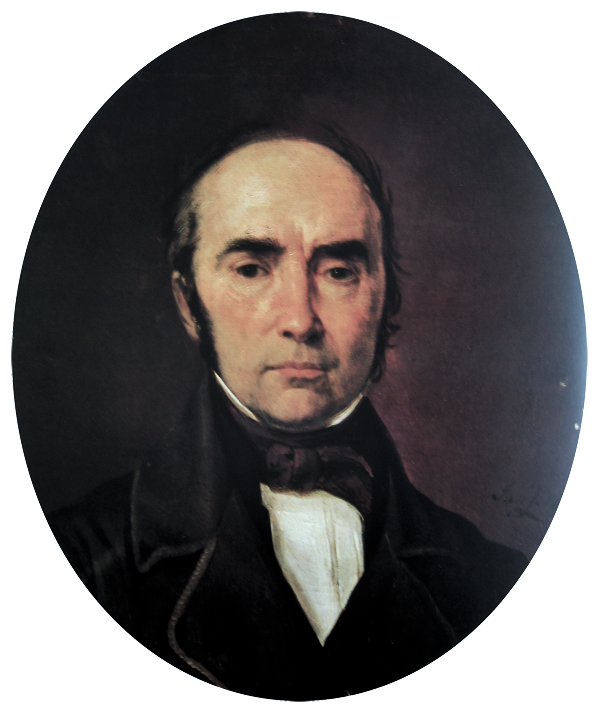
Simonas Daukantas

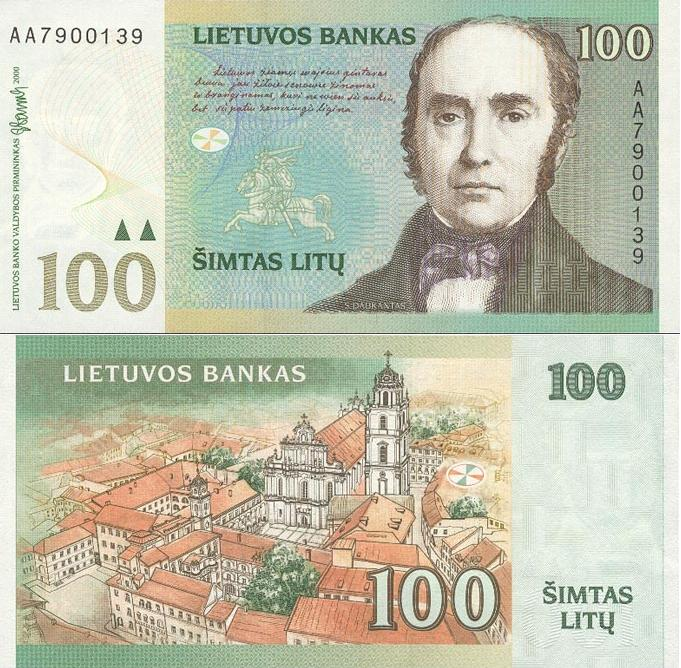
100 Litas

Simonas Daukantas (* am 26. Oktober 1793 in Kalviai, Rajon Skuodas; †  am 6. Dezember 1864 in Papilė, Rajongemeinde Akmenė) war ein litauischer Historiker, Schriftsteller und einer der ersten litauischen Ideologen und Sprachreiniger im 19. Jahrhundert. Er trug zur Wiederherstellung der litauischen Sprache durch Ersetzung der polnischen Wortstämme bei, die die litauische Sprache seit dem 17. Jahrhundert zunehmend übernommen hatte.

## Leben
Daukantas wuchs in der Familie eines Waldhüters auf. Die Mutter wurde auf dem Friedhof Lenkimai begraben.
Simonas lernte an der Grundschule Kretinga und in der Schule Žemaičių Kalvarija, im Gymnasium Vilnius. 1822 absolvierte das Studium an der Vilniaus universitetas, aber wegen des Gerichtsverfahrens von Filomaten und Filaretten bekam er die Magisterurkunde erst 1825. Danach lebte er in Riga, wo er in der Kanzlei des Generalgouverneurs von Riga (Lettland) tätig war. Ab 1835 war er Beamter im Senat in Sankt Petersburg. 1846 gab er eine Sammlung litauischer Volkslieder heraus.

## Andenken
- Simonas-Daukantas-Platz in Vilnius

Schulen
- Simonas-Daukantas-Gymnasium in Papilė bei Akmenė
- Simonas-Daukantas-Gymnasium in Vilnius
- Simonas-Daukantas-Gymnasium in Šiauliai
- Simonas-Daukantas-Progymnasium in Vilnius
- Simonas-Daukantas-Mittelschule in Kaunas
- Simonas-Daukantas-Hauptschule in Kretinga
- Simonas-Daukantas-Hauptschule in Lenkimai bei Skuodas